# Мельчевка
Ме́льчевка (рос. Мельчевка) — селище у складі Дмитровського міського округу Московської області, Росія.

## Населення
Населення — 525 осіб (2010; 469 у 2002).
Національний склад (станом на 2002 рік):
- росіяни — 99 %